# Белая (Амурская область)
Белая — упразднённый посёлок в Зейском районе Амурской области России. Исключен из учётных данных в 1974 году.

## География
Посёлок располагался на реке Белая (приток Зеи), на расстоянии примерно 12 километров (по прямой) к юго-востоку поселка Береговой. Ныне урочище расположено на дне Зейского водохранилища.

## История
Возник как приисковый посёлок.
В конце 1960-х годов посёлок попал в зону затопления Зейского водохранилища и население из него было выселено.
Решением Амурского исполкома от 7 июня 1974 года № 253, посёлок Белая исключен из учётных данных как несуществующий.